# 토요드라마
| 월요일        | 화요일        | 수요일        | 목요일        | 금요일        | 토요일        | 일요일        | 월요일~금요일 | 토요일~일요일 | 일요아침 |
| 월요일~화요일 | 월요일~화요일 | 수요일~목요일 | 수요일~목요일 | 금요일~토요일 | 금요일~토요일 | 토요일~일요일 | 월요일~금요일 | 토요일~일요일 | 일요아침 |

토요드라마는 매주 토요일에 방송되는 텔레비전 드라마이다.

## 한국
- 문화방송 토요드라마
- SBS 토요드라마

## 일본
- 토요드라마 (후지 TV)
- 토요드라마 (NHK)
- 토요드라마 (닛폰 TV)
- 토요드라마 9
- 토요드라마 24

## 대만
- 공공 텔레비전 토요드라마 (2007년 ~ )
- 타이완 텔레비전 토요일 고품질 드라마 (2015년 ~ 2021년)

## 같이 보기
- 일요드라마